# シブリ・エフマッド
レオン　シブリ　エフマッド (Leon Shibli Ahmad) は、パキスタンのラホール出身。俳優、モデル、リポーターなどで活躍。 2015年 乃木坂46 『別れ際、もっと好きになる』のPVでオムさん役として出演。 他にもトヨタ、三菱地所のCM出演。日本語、英語、ウルドゥー語、ヒンディー語、アラビア語を話す。

## 出演
- 素敵な選TAXI 第1話（2014年10月） - テロリスト 役

| スタブアイコン | サブスタブ | この項目は、まだ閲覧者の調べものの参照としては役立たない、俳優（男優・女優）に関連した書きかけの項目です。この項目を加筆・訂正などしてくださる協力者を求めています（P:映画/PJ芸能人）。 |